# راي كريست
راي كريست (بالإنجليزية: Ray Crist)‏ هو عالم كيمياء حيوية وكيميائي أمريكي، ولد في 8 مارس 1900 في Shepherdstown, Pennsylvania ‏ في الولايات المتحدة، وتوفي في 23 يوليو 2005 في Carlisle, Pennsylvania ‏ في الولايات المتحدة.